# Pörtschacher Halbinsel
Die Pörtschacher Halbinsel ist ein markantes Merkmal des Wörthersees in Kärnten.
Die Halbinsel ist, wie die Kapuzinerinsel im Süden, ein Teil einer unterirdischen Felsschwelle im See. Diese ist die Begrenzung des kleinsten Beckens im Wörthersee, das von Pörtschach am Wörthersee bis Maria Wörth reicht. Die Halbinsel ist im Norden mit dem Ufer verbunden.
Die Halbinsel ist nicht sonderlich dicht bebaut. Das auffälligste Gebäude ist das Parkhotel Pörtschach. Zudem verfügt die Halbinsel über ein Strandbad und eine große Strandpromenade. An jener Strandpromenade befinden sich einige Lokale und Hotels. Außerdem gibt es zwei Anlegestellen der Ausflugsschifffahrt. Direkt daneben befindet sich die Blumeninsel. Im Westen ist der See größtenteils mit einer Ufermauer begrenzt. Am Landspitz der im Süden der Halbinsel ist gibt es viele natürliche Stellen, an denen auch Schilf wächst.

## Bilder

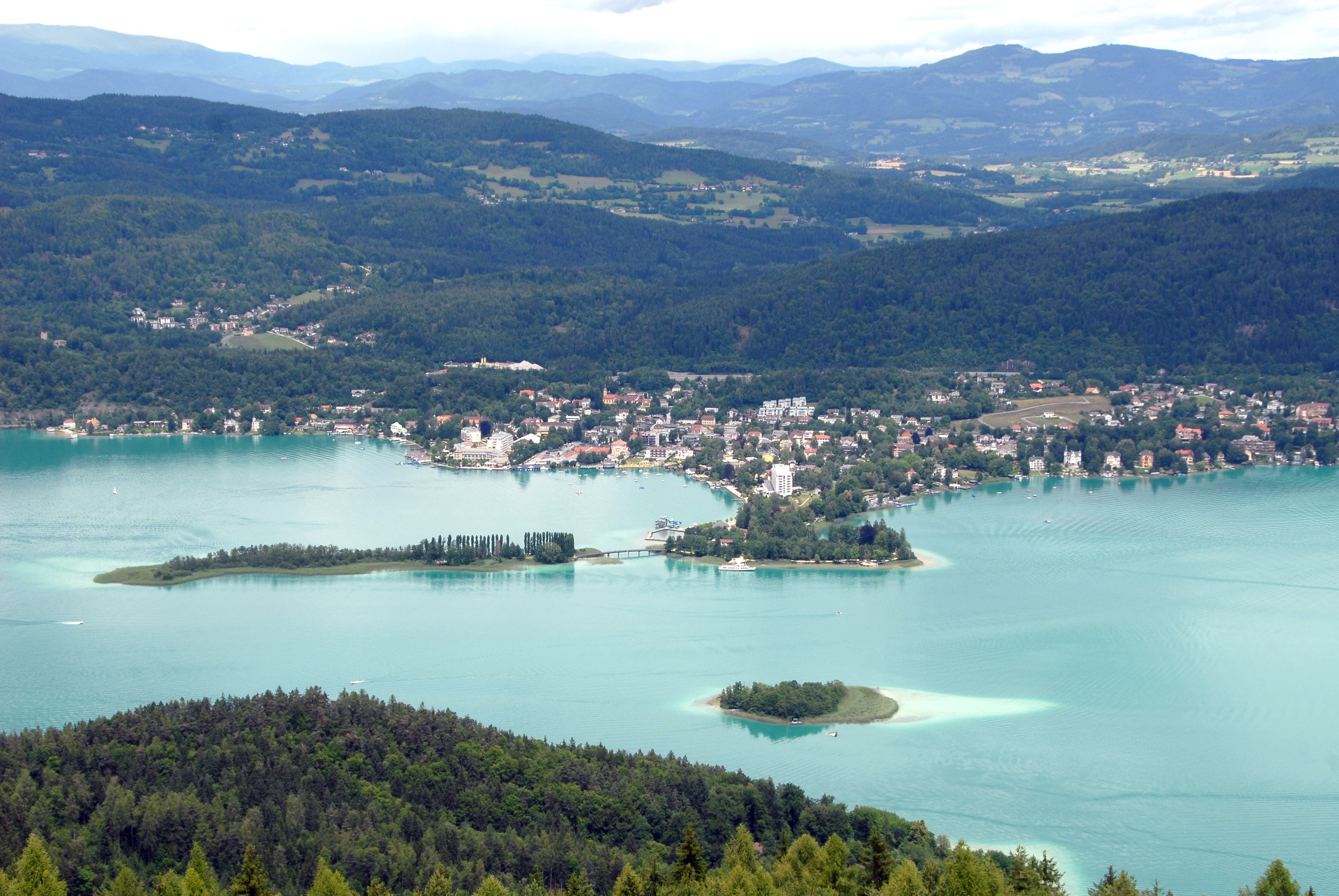
Pörtschacher Halbinsel
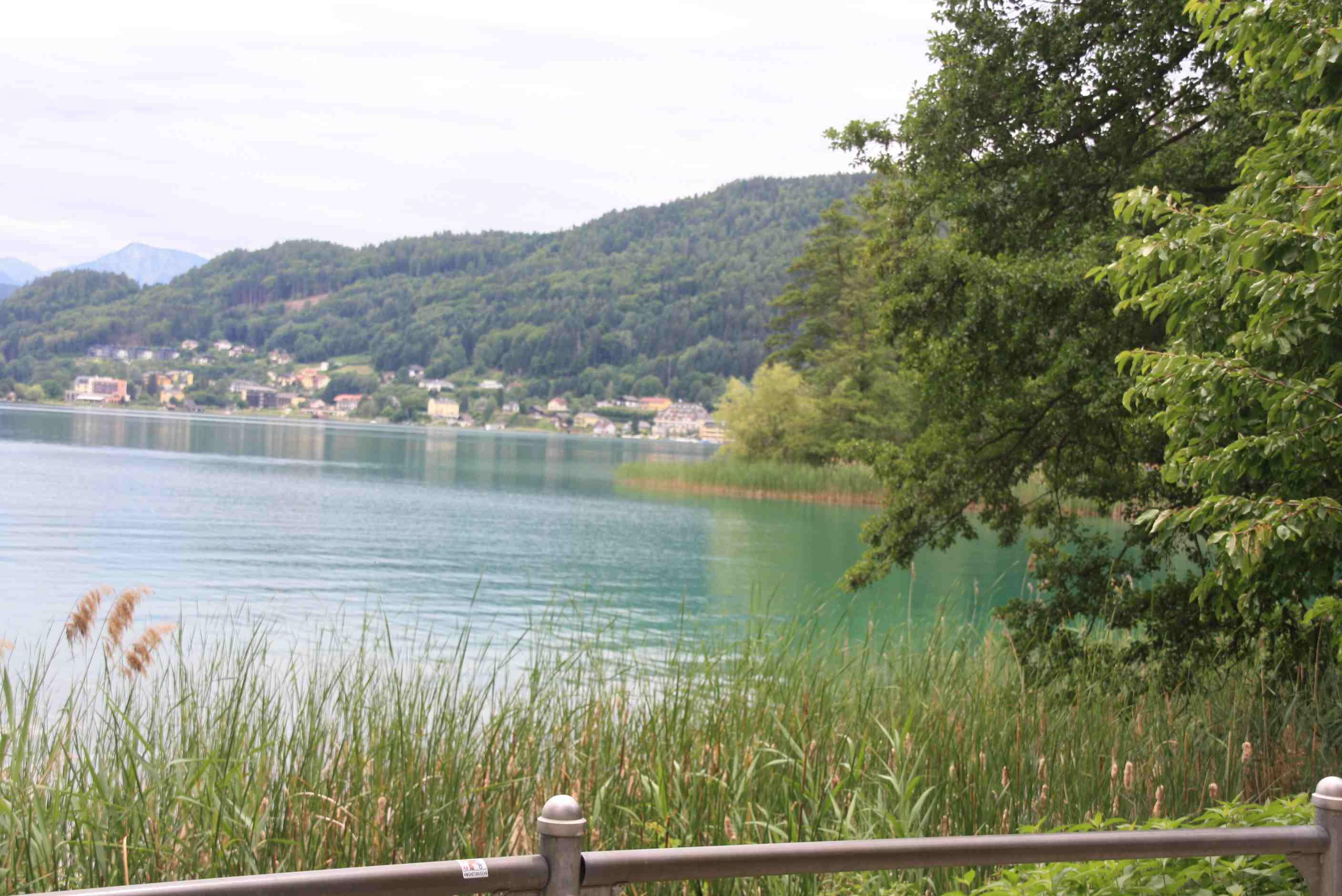
Die östliche Seite der Halbinsel mit dem Schilfgürtel
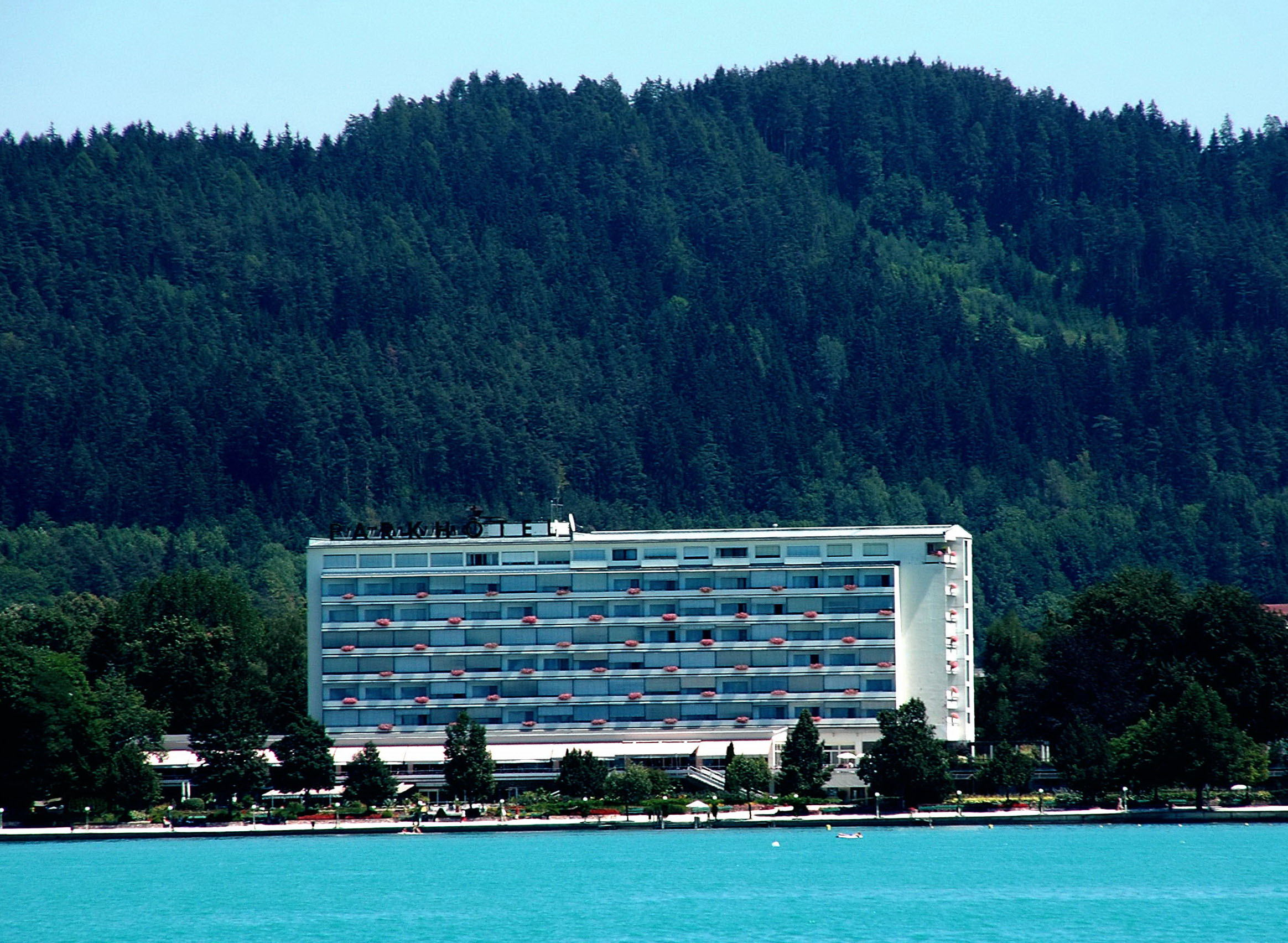
Das Parkhotel